# Művelődési központ
A művelődési központ olyan intézmény, amely a helyi közösségi művelődést szervezi és legalább öt közművelődési alapszolgáltatást biztosít.

## Szolgáltatásai, feladatai
A művelődési központ szolgáltatásai lehetőséget nyújtanak az önművelésre, a közösségi művelődésre. A művelődési központok feladatai közé tartozik az ismeretszerzés, az amatőr alkotó és művelődő közösségek támogatása, az iskolarendszeren kívüli tanulási lehetőségek megteremtése, a helyi kulturális értékek feltárása és gondozása, valamint a különböző kultúrák közötti kapcsolatok segítése. Ezek az intézmények hozzájárulnak az életminőség javításához. A művelődési központok tevékenységei közé tartozik például a tanfolyamok szervezése, a kulturális események lebonyolítása és a közösségi élet támogatása.